# امیل برگمن
امیل برگمن (سوئدی: Emil Bergman؛ ۲۸ ژوئیهٔ ۱۹۰۸ – ۱۳ آوریل ۱۹۷۵) بازیکن هاکی روی یخ اهل سوئد بود.